# 11e étape du Tour de France 2007
Pour un article plus général, voir Tour de France 2007.
La 11e étape du Tour de France 2007 a lieu le 19 juillet. Le parcours de 182 kilomètres relie Marseille à Montpellier.

## Communes traversées

### Bouches-du-Rhône(13)
Marseille, Septèmes-les-Vallons, Cabriès, Coudoux, La Fare-les-Oliviers, Lançon-Provence, Grans, Eyguières, Aureille, Mouriès, Maussane-les-Alpilles, Paradou, Fontvieille, Arles.

### Gard(30)
Saint-Gilles, Vauvert, Le Cailar, Aimargues.

### Hérault(34)
Lunel, Saint-Just, Lansargues, Mauguio, Lattes, Montpellier.

## Récit
À 12h50, le départ fictif est donné, le départ réel l'étant à 13h12 pour les 171 coureurs au départ de l'étape. Freddy Bichot (France, Agritubel) donne dès les premiers mètres la première attaque du jour, Stéphane Augé (France, Cofidis) le rejoint, les deux hommes ont 12 secondes d'avance au 1er kilomètre mais ils sont rejoints au 2e kilomètre.
À 13h20, le peloton se scinde en deux, une vingtaine de coureurs forment le premier groupe, ils ont 15 secondes d'avances au 7e kilomètre. Puis à 13h30, neuf coureurs attaquent, il s'agit de David Arroyo (Espagne Caisse d'Épargne), Jens Voigt (Allemagne, Team CSC), Daniele Bennati (Italie, Lampre-Fondital), Heinrich Haussler (Allemagne, Gerolsteiner), Pierrick Fédrigo (France, Bouygues Télécom), Sylvain Chavanel (France, Cofidis), Nick Nuyens (Belgique, Cofidis), Benoît Vaugrenard (France, La Française des Jeux) et Kanstantsin Siutsou (Biélorussie, Barloworld). Ils comptent rapidement 20’’ d’avance au kilomètre 12,5 sur le groupe de poursuivants, le peloton étant un peu plus loin. Au 25e km, le peloton se regroupe est compte 50 secondes de retard sur les 9 échappés alors que les équipes Team Milram, Discovery Channel et Rabobank donnent le tempo au peloton.
Au premier sprint de bonification, au kilomètre 31,5, Bennati passe devant Nuyens et Fedrigo. Le peloton suit avec un retard de 1’20’’. C'est aussi au kilomètre 31 que Christophe Moreau (France, AG2R Prévoyance) et Simon Gerrans (Australie, AG2R Prévoyance) chutent et reviennent sur le peloton au 36e km. Au sommet de la côte de Calissanne, Siutsou passe devant Fedrigo et Nuyens. À 14h08, l'écart est de 1 minute 45 entre les hommes de tête qui ont déjà parcouru 50,8 km dans la première heure de course et le peloton. Et alors que les équipes Team Milram, Predictor-Lotto, Euskaltel-Euskadi et Rabobank roulent ensemble pour combler le retard, Sylvain Calzati (France, AG2R Prévoyance) abandonne le Tour à cause d'une tendinite.
Alors qu'il reste 55 secondes d'avance sur le peloton au 63e km, Vaugrenard, Bennati et Chavanel décident d'attaquer au 65e. Peu avant le kilomètre 70, le peloton reprend les intercalés et anciens compagnons de route des trois hommes de tête et compte toujours 50 secondes de retard, les équipes roulant à l'avant du peloton temporisent et maintiennent l'écart constant.
José Vicente García Acosta (Espagne, Caisse d'Épargne), Kurt-Asle Arvesen (Norvège, Team CSC), Haimar Zubeldia (Espagne, Euskaltel-Euskadi), Alessandro Ballan (Italie, Lampre-Fondital), Thomas Voeckler (France, Bouygues Télécom), Enrico Poitschke (Allemagne, Team Milram), Christophe Rinero (France, Saunier Duval-Prodir) et Francisco Ventoso (Espagne, Saunier Duval-Prodir) partent en contre-attaque et au 70e km, alors que le peloton pointe à 50 secondes, ces coureurs ont 27 secondes de retard. Au kilomètre 78, les contre-attaquants sont repris par le peloton qui n'a plus que 10 secondes de retard sur les 3 hommes de tête. Bennati et Vaugrenard sont repris au kilomètre 81 et Chavanel au 83e.
Au kilomètre 85,5, une échappée de l'initiative de Philippe Gilbert (Belgique, La Française des Jeux) suivi par Fabian Wegmann (Allemagne, Gerolsteiner), Dmitriy Fofonov (Kazakhstan, Crédit Agricole) et Xavier Florencio (Espagne, Bouygues Télécom) compte 14 secondes d'avance sur le peloton, et comme ce dernier réduit considérablement son allure, l'écart atteint déjà 2’25’’ dix minutes plus tard. Entre-temps, David Millar (Royaume-Uni, Saunier Duval-Prodir) contre-attaque et passe au sprint d’Arles, au km 96.5, à 15 secondes des hommes de tête. Par ailleurs, Florencio passe à ce sprint devant Wegmann et Gilbert et le peloton pointe à 4’05’’. Millar rejoint les quatre hommes quelques minutes plus tard. Après une première heure très rapide, la seconde est un peu plus lente mais reste rapide puisque 48 kilomètres ont été parcourus par les hommes de tête dans la deuxième heure de course, la vitesse moyenne de l'étape est pour l'instant de 49,4 km/h.
Alors que l'écart augmente jusqu'à 7’30’’, les coureurs de l'équipe Astana veulent démontrer qu'ils sont encore présents sur le Tour, le leader Alexandre Vinokourov qui était absent pendant toute la traversée des Alpes en tête. En à peine 10 minutes, l'écart retombe à 4’50’’, et l'accélération a été si brutale que deux cassures nettes sont observées coup sur coup en trois minutes d'intervalle à partir du 116e km entre la petite cinquantaine de coureurs du groupe maillot jaune emmené par l'équipe Astana, le premier groupe à lâcher compte notamment Thor Hushovd (Norvège, Crédit Agricole), Erik Zabel (Allemagne, Team Milram), Juan Miguel Mercado (Espagne, Agritubel), Sandy Casar (France, La Française des Jeux) et Thomas Voeckler (France, Bouygues Télécom). Le second groupe de coureurs compte notamment Christophe Moreau (France, AG2R Prévoyance) et David Arroyo (Espagne Caisse d'Épargne).
Les écarts changent rapidement sous l'impulsion de l'équipe Astana, mais aussi des autres équipes intéressées par l'isolement de Moreau pour le classement général ou encore de Zabel pour le classement par points puisqu'alors que les échappés ont perdu trois minutes depuis le changement de rythme dans le groupe maillot jaune, le groupe Moreau/Arroyo perd 25 secondes et le groupe Zabel/Hushovd perd 1 minute 25.
Le groupe maillot jaune compte 45 coureurs au kilomètre 122 et a 1 minute d'avance sur le groupe Moreau. À 15h52, l'abandon d'Igor Antón (Espagne, Euskaltel-Euskadi) est annoncé par les officiels du Tour.
À 15h54, 20 minutes après le début de l'accélération de l'équipe Astana, les échappés n'ont plus que 2’25’’ d'avance sur le groupe maillot jaune tandis que le groupe de Zabel et Hushovd a 45’’ de retard sur le groupe Moreau.
À 32 km de l’arrivée, les échappés réintègrent le groupe maillot jaune, le groupe Moreau accuse un retard de 1 minute 40 secondes qui a été rejoint par une partie des coureurs du troisième groupe, 15 coureurs suivent plus loin et David Zabriskie (États-Unis, Discovery Channel) ferme la marche.
À 20 km de l'arrivée, l'écart entre les deux principaux groupes est de 2 minutes 10 et 10 km plus loin, l'écart augmente encore à 2 minutes 45.
À l'avant, alors qu'un sprint final semble se profiler, Christophe Rinero attaque à moins de 5 km de l'arrivée mais depuis que l'équipe Astana s'est relevée, l'équipe Quick Step-Innergetic de Tom Boonen qui est l'un des seuls sprinters dans le groupe maillot jaune roule et empêche toutes les attaques. Alexandre Vinokourov (Kazakhstan, Astana) tente tout de même une sortie, sans réussite à 4 km de l'arrivée puisqu'il est rejoint 1 km plus loin.
Les équipes des sprinters encore présentes sont à l'avant du groupe, la vitesse est très rapide, sous la flamme rouge, dans le dernier rond-point de l'étape, une chute se produit dans le peloton alors que l'équipe Liguigas l'entraîne rapidement dans les rues de Montpellier, le maillot vert Tom Boonen est alors gêné et pose pied à terre, il n'a aucune blessure mais ne peut pas envisager de s'imposer à l'arrivée de cette étape.
À 250m de la ligne d'arrivée, Robert Hunter (Afrique du Sud, Barloworld) place son accélération et remporte la victoire résistant au retour très puissant de l'ancien maillot jaune Fabian Cancellara (Suisse, Team CSC) et de Murilo Fischer (Brésil, Liquigas). Il bat Cancellara d'une demi-roue.
Le groupe de Moreau arrive avec 3 minutes 20 de retard, 18 coureurs terminent après ce groupe. Finalement, Zabriskie qui était juste devant la voiture-balai arrive hors délais, c'est donc Benoît Vaugrenard (France, La Française des Jeux) l'homme le plus combatif du jour qui ferme la marche à 12 minutes 26 de Hunter.

### Conclusion
- Si vous ne connaissez pas le sujet, laissez ce bandeau (vous pouvez alors contacter les auteurs).
- Si vous supprimez le contenu mis en cause (vous pouvez préalablement contacter les auteurs),

argumentez précisément cette suppression dans la page de discussion
(un manque de référence n'est pas un argument ; une recherche réelle de référence doit avoir été effectuée, être formellement documentée).
Robert Hunter devient le premier Africain à gagner une étape du Tour de France et son équipe Barloworld nouvellement créée montre avec deux victoires qu'elle a toute sa place sur le Tour. Il devance de plus Zabel au classement par points.
Pour ce qui concerne le classement général, le grand perdant est aujourd'hui Christophe Moreau qui perd 3 minutes 20 sur les autres leaders.
Il reste 168 coureurs en lice après cette journée et avec 49,115 km/h de vitesse moyenne, cette étape est l'une des plus rapides du tour depuis sa création, et les coureurs sont arrivés en avance sur l'horaire prévu, une première depuis le début de l'édition.
À l'issue de cetté étape, Cristian Moreni a été contrôlé positif à la testostérone exogène.

## Classement de l'étape
| \| Classement de l'étape \| Classement de l'étape \| Classement de l'étape \| Classement de l'étape \| Classement de l'étape \| \| Coureur \| Coureur \| Pays \| Équipe \| Temps \| \| --------------------- \| --------------------- \| --------------------- \| --------------------- \| --------------------- \| \| 1er \| Robert Hunter \| Afrique du Sud \| Barloworld \| 3 h 47 min 50 s \| \| 2e \| Fabian Cancellara \| Suisse \| CSC \| + 0 s \| \| 3e \| Murilo Fischer \| Brésil \| Liquigas \| + 0 s \| \| 4e \| Filippo Pozzato \| Italie \| Liquigas \| + 0 s \| \| 5e \| Alessandro Ballan \| Italie \| Lampre-Fondital \| + 0 s \| \| 6e \| Paolo Bossoni \| Italie \| Lampre-Fondital \| + 0 s \| \| 7e \| Claudio Corioni \| Italie \| Lampre-Fondital \| + 0 s \| \| 8e \| Philippe Gilbert \| Belgique \| La Française des jeux \| + 0 s \| \| 9e \| William Bonnet \| France \| Crédit Agricole \| + 0 s \| \| 10e \| Kim Kirchen \| Luxembourg \| T-Mobile \| + 0 s \| |                   |                |                       |                 |
| |                   |                |                       |                 |
| |                   |                |                       |                 |
| Classement de l'étape |                   |                |                       |                 |
| Coureur | Coureur           | Pays           | Équipe                | Temps           |
| 1er | Robert Hunter     | Afrique du Sud | Barloworld            | 3 h 47 min 50 s |
| 2e | Fabian Cancellara | Suisse         | CSC                   | + 0 s           |
| 3e | Murilo Fischer    | Brésil         | Liquigas              | + 0 s           |
| 4e | Filippo Pozzato   | Italie         | Liquigas              | + 0 s           |
| 5e | Alessandro Ballan | Italie         | Lampre-Fondital       | + 0 s           |
| 6e | Paolo Bossoni     | Italie         | Lampre-Fondital       | + 0 s           |
| 7e | Claudio Corioni   | Italie         | Lampre-Fondital       | + 0 s           |
| 8e | Philippe Gilbert  | Belgique       | La Française des jeux | + 0 s           |
| 9e | William Bonnet    | France         | Crédit Agricole       | + 0 s           |
| 10e | Kim Kirchen       | Luxembourg     | T-Mobile              | + 0 s           |

## Classement général
Pris dans une bordure et arrivé avec trois minutes et vingt secondes de retard sur le peloton, le Français Christophe Moreau sort du top 10, permettant à Mikel Astarloza (Euskaltel-Euskadi) d'y faire son entrée. Le Danois Michael Rasmussen (Rabobank) porte toujours le maillot jaune de leader devant les deux espagnols Alejandro Valverde (Caisse d'Épargne) et Iban Mayo (Saunier Duval-Prodir).
L'Américain Levi Leipheimer, 8e du classement général, est disqualifié en 2012 pour ses pratiques dopantes entre 1999 et 2007 et apparait donc rayé dans le classement si dessous.
| \| Classement général \| Classement général \| Classement général \| Classement général \| Classement général \| \| Coureur \| Coureur \| Pays \| Équipe \| Temps \| \| ------------------ \| ------------------ \| ------------------ \| -------------------- \| ------------------ \| \| 1er \| Michael Rasmussen \| Danemark \| Rabobank \| 53 h 11 min 38 s \| \| 2e \| Alejandro Valverde \| Espagne \| Caisse d'Épargne \| + 2 min 35 s \| \| 3e \| Iban Mayo \| Espagne \| Saunier Duval-Prodir \| + 2 min 39 s \| \| 4e \| Cadel Evans \| Australie \| Predictor-Lotto \| + 2 min 41 s \| \| 5e \| Alberto Contador \| Espagne \| Discovery Channel \| + 3 min 08 s \| \| 6e \| Carlos Sastre \| Espagne \| CSC \| + 3 min 39 s \| \| 7e \| Andreas Klöden \| Allemagne \| Astana \| + 3 min 50 s \| \| 8e \| Levi Leipheimer \| États-Unis \| Discovery Channel \| DQ \| \| 9e \| Kim Kirchen \| Luxembourg \| T-Mobile \| + 5 min 06 s \| \| 10e \| Mikel Astarloza \| Espagne \| Euskaltel-Euskadi \| + 5 min 20 s \| |                    |            |                      |                  |
| |                    |            |                      |                  |
| |                    |            |                      |                  |
| Classement général |                    |            |                      |                  |
| Coureur | Coureur            | Pays       | Équipe               | Temps            |
| 1er | Michael Rasmussen  | Danemark   | Rabobank             | 53 h 11 min 38 s |
| 2e | Alejandro Valverde | Espagne    | Caisse d'Épargne     | + 2 min 35 s     |
| 3e | Iban Mayo          | Espagne    | Saunier Duval-Prodir | + 2 min 39 s     |
| 4e | Cadel Evans        | Australie  | Predictor-Lotto      | + 2 min 41 s     |
| 5e | Alberto Contador   | Espagne    | Discovery Channel    | + 3 min 08 s     |
| 6e | Carlos Sastre      | Espagne    | CSC                  | + 3 min 39 s     |
| 7e | Andreas Klöden     | Allemagne  | Astana               | + 3 min 50 s     |
| 8e | Levi Leipheimer    | États-Unis | Discovery Channel    | DQ               |
| 9e | Kim Kirchen        | Luxembourg | T-Mobile             | + 5 min 06 s     |
| 10e | Mikel Astarloza    | Espagne    | Euskaltel-Euskadi    | + 5 min 20 s     |

## Classements annexes
| Classement par points | Classement par points | Classement par points | Classement par points | Classement par points |
| Coureur               | Coureur               | Pays                  | Équipe                | Points                |
| --------------------- | --------------------- | --------------------- | --------------------- | --------------------- |
| 1er                   | Tom Boonen            | Belgique              | Quick Step-Innergetic | 160 pts               |
| 2e                    | Robert Hunter         | Afrique du Sud        | Barloworld            | 149 pts               |
| 3e                    | Erik Zabel            | Allemagne             | Team Milram           | 144 pts               |
| 4e                    | Thor Hushovd          | Norvège               | Crédit Agricole       | 110 pts               |
| 5e                    | Sébastien Chavanel    | France                | La Française des jeux | 108 pts               |

| Classement par points | Classement par points | Classement par points | Classement par points | Classement par points |
| Coureur               | Coureur               | Pays                  | Équipe                | Points                |
| --------------------- | --------------------- | --------------------- | --------------------- | --------------------- |
| 1er                   | Tom Boonen            | Belgique              | Quick Step-Innergetic | 160 pts               |
| 2e                    | Robert Hunter         | Afrique du Sud        | Barloworld            | 149 pts               |
| 3e                    | Erik Zabel            | Allemagne             | Team Milram           | 144 pts               |
| 4e                    | Thor Hushovd          | Norvège               | Crédit Agricole       | 110 pts               |
| 5e                    | Sébastien Chavanel    | France                | La Française des jeux | 108 pts               |

| Classement de la montagne | Classement de la montagne | Classement de la montagne | Classement de la montagne | Classement de la montagne |
| Coureur                   | Coureur                   | Pays                      | Équipe                    | Points                    |
| ------------------------- | ------------------------- | ------------------------- | ------------------------- | ------------------------- |
| 1er                       | Michael Rasmussen         | Danemark                  | Rabobank                  | 98 pts                    |
| 2e                        | Mauricio Soler            | Colombie                  | Barloworld                | 79 pts                    |
| 3e                        | Yaroslav Popovych         | Ukraine                   | Discovery Channel         | 70 pts                    |
| 4e                        | Mikel Astarloza           | Espagne                   | Euskaltel-Euskadi         | 51 pts                    |
| 5e                        | Laurent Lefèvre           | France                    | Bouygues Telecom          | 50 pts                    |

| Classement de la montagne | Classement de la montagne | Classement de la montagne | Classement de la montagne | Classement de la montagne |
| Coureur                   | Coureur                   | Pays                      | Équipe                    | Points                    |
| ------------------------- | ------------------------- | ------------------------- | ------------------------- | ------------------------- |
| 1er                       | Michael Rasmussen         | Danemark                  | Rabobank                  | 98 pts                    |
| 2e                        | Mauricio Soler            | Colombie                  | Barloworld                | 79 pts                    |
| 3e                        | Yaroslav Popovych         | Ukraine                   | Discovery Channel         | 70 pts                    |
| 4e                        | Mikel Astarloza           | Espagne                   | Euskaltel-Euskadi         | 51 pts                    |
| 5e                        | Laurent Lefèvre           | France                    | Bouygues Telecom          | 50 pts                    |

| Classement du meilleur jeune | Classement du meilleur jeune | Classement du meilleur jeune | Classement du meilleur jeune | Classement du meilleur jeune |
| Coureur                      | Coureur                      | Pays                         | Équipe                       | Temps                        |
| ---------------------------- | ---------------------------- | ---------------------------- | ---------------------------- | ---------------------------- |
| 1er                          | Alberto Contador             | Espagne                      | Discovery Channel            | 53 h 14 min 46 s             |
| 2e                           | Linus Gerdemann              | Allemagne                    | T-Mobile                     | + 3 min 27 s                 |
| 3e                           | Mauricio Soler               | Colombie                     | Barloworld                   | + 3 min 31 s                 |
| 4e                           | Kanstantsin Siutsou          | Biélorussie                  | Barloworld                   | + 5 min 52 s                 |
| 5e                           | Vladimir Gusev               | Russie                       | Discovery Channel            | + 12 min 41 s                |

| Classement du meilleur jeune | Classement du meilleur jeune | Classement du meilleur jeune | Classement du meilleur jeune | Classement du meilleur jeune |
| Coureur                      | Coureur                      | Pays                         | Équipe                       | Temps                        |
| ---------------------------- | ---------------------------- | ---------------------------- | ---------------------------- | ---------------------------- |
| 1er                          | Alberto Contador             | Espagne                      | Discovery Channel            | 53 h 14 min 46 s             |
| 2e                           | Linus Gerdemann              | Allemagne                    | T-Mobile                     | + 3 min 27 s                 |
| 3e                           | Mauricio Soler               | Colombie                     | Barloworld                   | + 3 min 31 s                 |
| 4e                           | Kanstantsin Siutsou          | Biélorussie                  | Barloworld                   | + 5 min 52 s                 |
| 5e                           | Vladimir Gusev               | Russie                       | Discovery Channel            | + 12 min 41 s                |

| Classement par équipes | Classement par équipes | Classement par équipes | Classement par équipes |
| Équipe                 | Équipe                 | Pays                   | Temps                  |
| ---------------------- | ---------------------- | ---------------------- | ---------------------- |
| 1re                    | CSC                    | Danemark               | 159 h 44 min 19 s      |
| 2e                     | Caisse d'Épargne       | Espagne                | + 5 min 02 s           |
| 3e                     | Discovery Channel      | États-Unis             | + 5 min 08 s           |
| 4e                     | Rabobank               | Pays-Bas               | + 5 min 19 s           |
| 5e                     | Astana                 | Suisse                 | + 8 min 04 s           |

| Classement par équipes | Classement par équipes | Classement par équipes | Classement par équipes |
| Équipe                 | Équipe                 | Pays                   | Temps                  |
| ---------------------- | ---------------------- | ---------------------- | ---------------------- |
| 1re                    | CSC                    | Danemark               | 159 h 44 min 19 s      |
| 2e                     | Caisse d'Épargne       | Espagne                | + 5 min 02 s           |
| 3e                     | Discovery Channel      | États-Unis             | + 5 min 08 s           |
| 4e                     | Rabobank               | Pays-Bas               | + 5 min 19 s           |
| 5e                     | Astana                 | Suisse                 | + 8 min 04 s           |

### Combativité
Benoît Vaugrenard